# Salinan Indijanci
Salinan je pleme, jezik i jezična porodica američkih Indijanaca, dio Velike porodice Hokan, čiji se teritorij nalazi poglavito u kalifornijskim okružjima Monterey and San Luis Obispo, od rijeke Salinas do blizu Soledada. Salinan Indijanci sastoje se od 3 glavne skupine, to su: Antoniaño s misije San Antonio (imali su 9 sela), Migueleño (4 sela) s misije San Miguel i Playaño s obale, s 4 sela. Podaci o lokalnim skupinama Salinana prilično su oskudni, osim da su govorili s tri različita dijalekta. 

## Ime
Ime Salinan došlo je po rijeci Salinas, uz koju se nalazila većina njihovog teritorija. 

## Povijest
Kada je 1542. Cabrillo istraživo obalu izjavio je da je nenaseljena. Prvi izvještaj o njima potječe 1602. od Vizcaina koji susreće neke od njih u kanuu od trske. Tek 1769. Portola koji posjećuje ovaj kraj nailazi na njih, nabrojavši ih 1.050, no to nisu bili svi. Iduće se godine (1770) utemeljuje se misija u Soledadu, a 1771. i misija San Antonio de Padua za Indijance Antoniaño, čija je populacija tada iznosila 1.124. Dvadeset-šest godina kasnije (1797) utemeljena je i misija San Miguel Arcangel na kojoj su se naselili Migueleño. Na ovim misijama pokršteno je preko 4.000 Indijanaca, a među njima bilo je i Yokuta (pleme Tache ili Telami). 
Tijekom misionarskog života Salinanima uveliko opada broj. Ranih prvih godina 19. stoljeća pogađaju ih epidemije pneumonije i difterije (1802.) i ospica 1806. Konačnu propast doživljavaju 1850. najezdom naseljenika. Od njih 700 (1831.), preostalo ih je 1880. tek 12; 50 (1900.) 16 (1910.) i 50 (2000.). 
Danas Salinani žive organizirani u dva plemena, to su Salinan Nation, sa središtem u San Joseu, i Salinan Tribe Of Monterey County, čije je plemensko sjedište u Concordu.

## Kultura
Salian Indijanci bili su polusjedilački lovci, sakupljači više nego ribari,  napose je bilo zastupljeno sakupljanje i sjemenja trave i žira. Kuće su bile od trave i granja. Za mrvljenje sjemenja i žira koristili su se kameni avani. O religiji je malo poznato, osim da su se orao, kojot i kolibrić smatrali stvaraocima. Košaraštvo od trske-tule, košare su korištene i za kuhanje hrane uz pomoć užarenog kamenja ubačenog u vodu; spaljivanje mrtvih; parne kupelji (temescal).

## Danas
Prema Proeberu (1925.) Salinani su 1770. imali oko 3.000 duša, da bi ih 1910. preostalo tek 16. Prema mišljenjima NAHDB-a 2000. ih ima oko 50. 

## Vanjske poveznice
- Swanton
- [neaktivna poveznica]
- Salinan Indian Tribe History
- Salinan Family
- The Salinan People  Arhivirana inačica izvorne stranice od 3. svibnja 2009. (Wayback Machine)
- The Salinan People